# Starworks Motorsport
Starworks Motorsport – amerykański zespół wyścigowy, założony w 2010 roku przez Petera Barona. Obecnie zespół startuje w United Sports Car Championship oraz 24h Daytona. W przeszłości ekipa pojawiała się także w stawce GRAND-AM Rolex Series, Grand-Am Sports Car Series, 24-godzinnego wyścigu Le Mans, American Le Mans Series, FIA World Endurance Championship, Rolex Sports Car Series, GRAND-AM North American Endurance Championship oraz Continental Tire Sports Car Challenge. Siedziba zespołu znajduje się w Fort Lauderdale na Florydzie.

## Sukcesy zespołu
- FIA World Endurance Championship

2012 - klasa P2 - Honda ARX-03b (Enzo Potolicchio)
- 24h Le Mans

2012 - klasa LMP2 - Honda ARX-03b (Ryan Dalziel, Tom Kimber-Smith, Enzo Potolicchio)